# Puzzle criminel
Puzzle criminel (titre original Night Sins) est un téléfilm américain réalisé par Robert Allan Ackerman, diffusé en 1997.

## Synopsis
Une agente de la FBI doit retrouver la trace du môme enlevé par un inconnu.

## Fiche technique
- Titre français : Puzzle criminel
- Titre original : Night Sins
- Réalisateur : Robert Allan Ackerman
- Scénario : John Leekley d'après le roman Nocturne pour un péché (Night Sins) de Tami Hoag
- Musique : Mark Snow
- Producteurs : : Richard Brams, Michele Brustin
- Durée : 240 minutes
- Genre : Thriller
- Dates de diffusion :
  -  États-Unis 23 février 1997
  -  Espagne 20 septembre 1997
  -  Portugal 6 avril 1999
  -  Suède 19 juillet 1999

## Distribution
- Valerie Bertinelli : Agent Megan O'Malley
- Harry Hamlin : Chef Mitch Holt
- Karen Sillas : Dr. Hannah Garrison
- Martin Donovan : Paul Garrison
- David Marshall Grant : Father Tom McCoy
- Mariska Hargitay : Paige Price
- William Russ : Shériff Steiger
- Colm Feore : Deacon Albert Fletcher
- Michael Cumpsty : Dr. Garrett Wright
- Tim DeKay : Professeur Christopher Priest
- Olivia Birkelund : Karen Wright
- Katie Volding : Jesse Holt
- Pruitt Taylor Vince : Olie Swain